# Tengku Afzan
Tengku Hajjah Afzan binti Tengku Panglima Perang Muhammad (Kuala Terengganu, 4 dicembre 1932 – Pekan, 29 giugno 1988) è stata Tengku Ampuan di Pahang dal 1974 al 1988 e Raja Permaisuri Agong della Malaysia dal 1979 al 1984.

## Primi anni di vita
Tengku Afzan nacque il 4 dicembre 1932 a Kuala Terengganu, quarta figlia di Tengku Muhammad ibni Almarhum Sultan Ahmad Al-Mu'adzam Shah e Tengku Hajah Mandak Binti Tengku Mustafa e nipote di Almarhum Sultan Ahmad Shah I, sultano di Terengganu.
Suo padre, il figlio del sultano Ahmad di Pahang, servì come Ministro Capo di Terengganu prima di tornare a Pahang per assumere lo stesso ruolo.
Tengku Hajah Afzan ricevette la sua prima educazione alla scuola per ragazze malesi di Pekan. Seguì inoltre lezioni private in inglese.

## Matrimonio
Il 22 aprile 1954, all'età di 21 anni, sposò Tengku Ahmad Shah ibni Sultan Abu Bakar, principe ereditario di Pahang all'Istana Hinggap di Kuala Lipis. Dal matrimonio nacquero sette figli, due maschi e cinque femmine: Tengku Meriam, Tengku Muhaini, Tengku Aishah, Tengku Abdullah, Tengku Abdul Rahman, Tengku Hajah Nong Fatimah e Tengku Hajah Shahariah.
Nel 1974, quando il marito ascese al trono, divenne Tengku Ampuan. Servì come Raja Permaisuri Agong della Malesia durante il regno di suo marito come Yang di-Pertuan Agong dal 26 aprile 1979 al 25 aprile 1984.

## Morte
Morì a Pekan il 29 giugno 1988 per un tumore. Venne sepolta nel mausoleo reale, vicino alla moschea reale Abu Bakar a Pekan.